# Renée Vivien

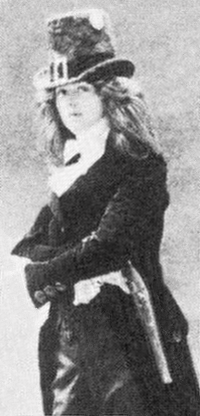
Renée Vivien.

Renée Vivien, nacida con el nombre de Pauline Mary Tarn (Londres, 11 de junio de 1877-París, 18 de noviembrede 1909) fue una poeta británica que escribió sus obras en francés. En su producción, la peculiaridad y el simbolismode su obra pertenecen a los últimos poetas en mantenerse leales a tal estilo. Sus composiciones incluyen sonetos, versos endecasílabos y prosa poética.  

## Infancia y juventud
Vivien nació en Londres (Inglaterra) en el seno de una familia acaudalada, de padre británico y madre estadounidense de la localidad de Jackson (Míchigan). Creció en París y Londres y tras heredar la fortuna de su padre a los 21 años, emigró para instalarse definitivamente en Francia.
En París, la manera en la que se vestía (a veces, con ropas de hombre) y vivía Vivien era tan notoria dentro del movimiento bohemio como lo eran sus versos. Vivió como lesbiana reconocida, y mantuvo un importante amorío con la escritora y heredera estadounidense Natalie Clifford Barney. También desarrolló una obsesión que perduraría el resto de su existencia con su amiga de la infancia y vecina, Violet Shillito, una relación que nunca se consumó. En el año 1900, Vivien abandonó este amor casto cuando conoció a Natalie Barney. Al año siguiente Shillito murió de fiebre tifoidea, una tragedia de la que Vivien, llena de culpa, nunca se recobró.

## Relaciones
A fines de 1901, la tempestuosa y a veces celosa relación con Natalie Barney ya se había desmoronado. Vivien consideró las infidelidades de Barney demasiado estresantes. Tras romper con ella, fue Natalie Barney la que nunca se resignó a la separación. Hizo todo tipo de esfuerzos para recobrar a Vivien, que perduraron hasta su muerte. Esto incluyó enviar amigos comunes a visitarla (para que le hablaran bien de ella), así como flores y cartas rogándole a Vivien que reconsiderara su decisión. 
En 1902, Vivien se involucró con la potentada baronesa Hélène de Zuylen, una de los Rothschilds de París. Aunque era lesbiana, la baronesa estaba casada y era madre de dos hijos. Más equilibrada que Barney, Zuylen proveyó una gran cantidad de apoyo emocional y estabilidad a la relación. Su posición social no le permitía mantener una relación pública homosexual, pero Vivien y ella viajaban a menudo juntas y continuaron discretamente con su relación por unos cuantos años. En cartas a un amigo de confianza, el periodista francés Jean Charles-Brun, Vivien se consideraba a sí misma casada con la baronesa. Es posible que bajo el seudónimo de Paule Riversdale, haya publicado poesía y prosa en colaboración con Zuylen. La verdadera naturaleza de estos trabajos es desconocida; algunos estudiosos en la materia creen que fueron escritos solo por Vivien. Incluso, cuando algunos libros fueron publicados bajo el nombre de Zuylen, se pudo tratar incluso del trabajo de Vivien.
Mientras mantenía una relación con Hélène de Zuylen, Vivien recibió una carta de una admiradora misteriosa en Constantinopla, la esposa de un diplomático turco llamada Kérimé Turkham Pasha. Esto propició una intensa y apasionada correspondencia entre ambas, seguida de una serie de encuentros clandestinos. Kérimé poseía una gran riqueza cultural y educación al estilo francés. Sin embargo, vivía aislada, cubierta con un velo y sin libertad de tránsito a menos que se encontrara con su marido, de acuerdo con la tradición islámica. En 1907 la baronesa de Zuylen abruptamente abandonó a Vivien por otra mujer, lo que causó comentarios de todo tipo entre la camarilla lésbica. Humillada y en estado de shock, Vivien viajó a Japón y a Hawái en compañía de su madre, contrayendo una grave enfermedad durante la travesía. Otro gran golpe fue cuando en 1908 Kérimé, tras mudarse junto a su esposo a San Petersburgo, terminó con su relación clandestina.  
Renée quedó terriblemente afectada por estas pérdidas, lo que aceleró su mal estado hasta hundirla en un decaimiento psicológico que ya venía gestándose con anterioridad. Esto acabó de sumirla del todo en el alcohol, las drogas y las fantasías sadomasoquistas que ya tenía. Siempre excéntrica, comenzó a satisfacer sus más bizarros fetiches y neurosis. Misteriosos encuentros de carácter sexual la dejarían agotada por unos cuantos días. Organizó fiestas en las que compartía su champán con invitados, solo para abandonarlos cuando fuese tomada por una amante ocasional. Tras una larga depresión sumada a una serie de tendencias suicidas, rehusó ingerir una alimentación adecuada, un factor que eventualmente contribuiría a su muerte. 
La gran escritora francesa Colette, quien fue vecina de Vivien de 1906 a 1908 inmortalizó este período en Le Pur et l'Impur (Lo puro y lo impuro), una colección de retratos literarios que muestran los aspectos del comportamiento sexual. Escrita en los años 20 y publicada en 1932. Natalie Barney no coincidió con la caracterización de Vivien que Colette hizo, pero aun así es un pequeño documento que reconstruye una parte de la vida disipada de la poeta, escrito por uno de sus contemporáneos.

## Viajes por el mundo
Vivien era una mujer de mundo y muy culta, especialmente para ser una mujer a fines de la Era Victoriana y los períodos Eduardianos. Pasó inviernos en Egipto, visitó China y exploró el Medio Oriente como también Europa y los Estados Unidos. Sus contemporáneos la consideraron hermosa y elegante, de cabellos rubios, ojos marrones con destellos color dorado en sus irises, de hablar suave y presencia andrógina. Antes de que su enfermedad se manifestase, tenía un cuerpo bien proporcionado y era alta. Vestía con ropas muy costosas y amaba particularmente la joyería Lalique. 
Su hogar en París era un lujoso piso de apartamento en la avenida del Bois de Boulogne, número 23 (hoy Avenida Foch, Nº23) con vistas a un jardín japonés. Adquirió amoblamientos antiguos de Londres y exóticas obras de arte del Extremo Oriente. Gustaba de poseer gran cantidad de flores frescas y poseía una colección de estatuillas, íconos y Budas.

## Enfermedad y muerte
Por sobre todas las cosas, Vivien romantizó la muerte. Mientras visitaba Londres en 1908 estando seriamente endeudada, intentó matarse tomando una gran cantidad de láudano. Al momento de encontrarla, se había recostado sobre un sillón con un ramo de violetas sobre su corazón. El intento fue fallido pero mientras estaba en Inglaterra, contrajo pleuritis. Tras su regreso a París, su salud se debilitó. De acuerdo al biógrafo Jean-Paul Goujon, Vivien sufrió de gastritis crónica debido a sus años de hidrato de cloral y abuso de alcohol. Las múltiples neuritis paralizaron partes de su cuerpo y hacia el verano de 1909, se desplazaba con la ayuda de un bastón. 
Vivien murió la mañana del 18 de noviembre de 1909 a la edad de 32 años. La causa de su muerte fue reportada en su momento como "congestión pulmonar", pero lo más probable es que se debiese a un resultado de la neumonía complicada por el alcoholismo, el abuso de drogas y  anorexia nerviosa. Fue enterrada en el Cementerio de Passy, en la misma zona residencial en donde vivió.          
Durante su corta vida, Vivien fue una prolífica poeta conocida como la "Musa de las Violetas", título proveniente de su amor por este tipo de flores. Su obsesión con las flores de Violetas (como también lo fue con el color violeta) era un recuerdo de su amiga de la infancia, Violet Shillito. 
Toda su poesía es autobiográfica, escrita en idioma francés y parte ha sido traducida al español. Entre sus publicaciones se pueden nombrar Cendres et Poussières (1902), La Vénus des aveugles (1903), A l'heure des mains jointes (1906), Flambeaux éteints (1907), Sillages (1908), Poèmes en Prose (1908), Dans un coin de violettes (1909), y Haillons (1910).